# Big Japan
Big Japan es una banda americana de rock formada en el 2005, en la ciudad de Los Ángeles, California, en la que participan los actores Adam Brody y Bret Harrison. Han sacado solamente un álbum de estudio titulado "Music for Drumies"
El nombre de la banda fue originalmente sacado por el protagonista de Steven cantando una canción de Jefferson Airplane, del nombre de la película The Cable Guy.
Su primer lanzamiento de Big Japan, Músic for Drummies, fue lanzado digitalmente a través de expedientes por Nightshift Records el 23 de agosto de 2005. El título del álbum fue cambiado de "Music for Dummies" a "Untitled" y el número limitado de discos impresos se han convertido en objetos de colección.

## Integrantes

### Formación actual
- Nathanial Castro - vocalista, guitarra
- Adam Brody - batería
- Bret Harrison - guitarra
- Brad Babinski - bajo

## Discografía

### Álbumes de estudio
- 2005: "Music for Drummies"

### Sencillos
- "Life Saver"
- "Complex"
- "Rise and Fall of Bill"
- "Practical"
- "Left on the Bed"
- "Wrong Way"